# Manorama (atriz tâmil)
Gopishantha (26 de maio de 1937   - 10 de outubro de 2015), mais conhecido pelo seu nome artístico Manorama, também chamado Aachi, era uma atriz, cantora de reprodução e comediante que havia aparecido em mais de 1.500 filmes, 5.000 performances de palco e várias séries de televisão até 2015. Ela entrou no Guinness World Records por atuar em mais de 1000 filmes em 1985. Em 2015, ela atuou em mais de 1.500 filmes. Recebeu o prêmio Kalaimamani, Padma Shri (2002), National Film Award de Melhor Atriz Coadjuvante por sua atuação no filme Pudhiya Padhai (1989) e Filmfare Lifetime Achievement Award - South (1995).

## Início da vida e família
Manorama nasceu em Kasiyappan Kilakudaiyar e Ramamirtham em Mannargudi, uma cidade no antigo Distrito de Thanjavur, em Presidência de Madras. Sua mãe a criou trabalhando como empregada doméstica. Ela mencionou sua dívida para com a mãe por seu sucesso: muitos dos papéis da mãe que ela interpretou em filmes se assemelham a sua própria mãe. Sua família se mudou para Pallathur perto de Karaikudi devido à pobreza. Enquanto em Pallathur, sua mãe começou a vomitar sangue, daí Manorama decidiu começar a trabalhar como empregada doméstica e abandonou a escola aos 11 anos de idade. Uma vez que uma trupe de teatro chegara a Pallathur, mas a atriz que desempenharia um pequeno papel, de repente desistiu devido à sua incapacidade de cantar e a trupe estava procurando por um artista que pudesse atuar e cantar também. A trupe de teatro decidiu dar a ela esse papel no drama intitulado Andhaman Kadhali. Por isso, sua carreira de ator começou aos doze anos de idade, atuando em peças teatrais. Durante este tempo, ela foi rebatizada Manorama por um dos seus dramas 'diretor Thiruvengadam e harmonista Thiayagarajan. Ela continuou a atuar em peças e atuou como cantora de playback também. Depois de assistir seu desempenho em peças, ela foi oferecida seu primeiro filme, chamado Inbavazhvu, por Janakiraman, que permaneceu 40% incompleto e mais tarde Kannadasan ofereceu seu papel principal em um segundo filme, Unmayinkottai, que foi arquivado após fotografar por cerca de 40%. Ela perdeu a esperança de se tornar um ator de cinema quando ambos os filmes permaneceram incompletos.
Manorama se apaixonou por seu empresário na trupe de teatro; SM Ramanathan e se casou com ele em 1964; o casal teve um filho chamado Bhoopathy. No entanto, eles se divorciaram no final de 1966 e começaram a viver separados em Chennai. Ela citou em uma entrevista em 2015: "Minha mãe queria que eu estudasse medicina. Mas não foi fácil se tornar um médico naqueles dias, e me tornei uma atriz. Então, se eu não tivesse agido, eu teria tentado me tornar um médico como minha mãe desejava. Mas agora, felizmente, meu neto é médico e tenho orgulho disso."

## Início de carreira
Ela atuou em pequenos papéis em alguns dramas Vairam Nataka Sabha. Uma vez ela foi assistir a um drama de SS Rajendran, que residia em Pudukkotai, em Tamil Nadu, e PA Kumar a apresentou a Rajendran. Ela mostrou sua habilidade na entrega de diálogos e foi oferecida um emprego na empresa SSR Nataka Mandram e tocou em centenas de produções teatrais em todo o distrito: Os dramas incluíram Manimagudam, Thenpandiveeran e Pudhuvellam. Ela credita seu trabalho em Manimagudam como onde ela foi reconhecida pela primeira vez como atriz. Ela então participou de um filme inacabado estrelado por SS Rajendran e Devika.

## Carreira
Ela migrou de dramas para a tela de prata com o papel de uma heroína no filme Tamil de 1958 Maalayitta Mangai: Kavignar Kannadasan lhe deu o papel principal neste filme. O primeiro filme em que ela interpretou a heroína foi o Konjum Kumari de 1963. Então, ela se concentrou mais na comédia de 1960. Ela recebeu papéis igualmente desafiadores ao lado do conhecido comediante Nagesh em 50 filmes.
Quando perguntada em uma entrevista sobre como ela entrou em filmes, ela citou: "É tudo por causa de Kannadasan. Foi ele quem mudou minha vida me lançando no filme Maalayitta Mangai em 1957. Foi um papel cômico, e ele confiou em mim tanto e disse que eu seria capaz de fazê-lo. Eu estava muito duvidosa sobre isso, mas ele me disse: "Se você vai atuar em filmes apenas como heroína, as pessoas daqui vão expulsá-lo da indústria depois de três ou quatro anos, mas fazer esses papéis te levará a lugares. E você também tem o talento para alcançar picos mais altos". Foi quando ganhei confiança e continuei fazendo papéis de comédia."
A primeira vez que Manorama ficou diante da câmera foi para um filme cingalês, no qual ela interpretou a amiga da heroína. Seu mestre de dança Suryakala recomendou-a ao diretor Masthaan para desempenhar o papel. Ela atuou predominantemente em filmes Tamil desde 1958, mas também atuou nos filmes Telugu, Hindi, Malayalam e Kannada. Seu par na tela com Tangavelu foi apreciado no filme Vallvanakku Vallavan em 1965. Seu par na tela com Nagesh foi muito popular em 1960-69 e depois com Cho nas décadas de 1970 e 80 e mais tarde com Thengai Srinivasan, Venniradai Moorthy e Surali Rajan nos anos 70 e 80. Ela fez playback cantando por 300 músicas, principalmente retratadas em si mesma, em filmes tâmiles. A primeira música que ela cantou foi em um filme chamado Magale Un Samathu, composto por GK Venkatesh e esta oportunidade ela ganhou devido ao produtor do filme, PA Kumar. Ela cantou uma música clássica com o TM Sounderajan no filme Dharshinam (1970), onde ela foi emparelhada com Cho. Manorama cantou uma música com LR Eswari chamada "Thaatha thaatha pidi kudu". A música de maior sucesso de sua carreira cantada por ela mesma foi Vaa Vaathiyaare Uttaande, composta pelo diretor musical V. Kumar para o filme " Bommalattam", que foi retratada nela e em Cho. Ela também cantou para MS Viswanathan e AR Rahman.
Alguns de seus melhores filmes de Tamil incluem Anbe Vaa, Thenmazhi, Ethir Neechal, Galatta Kalyanam, Chittukuruvi, Durga Devi, Annalakshmi e Imayam. Em Telugu, ela estrelou filmes como Rikshavodu, Krishnarjuna e Subhodayam. Quando perguntada em uma entrevista sobre quais são seus papéis memoráveis, ela disse: "É Nadigan, que tinha Sathyaraj e Khushbu na liderança. Não posso esquecer esse papel da Baby Amma na minha vida. Também meu papel em Chinna Gounder, para o qual eu tive que usar dentes artificiais estranhos, é algo que eu sempre penso.
Manorama foi emparelhado com Nagesh regularmente em filmes com MG Ramachandran em liderança como En Kadamai, Kanni Tailandês, Thayin Madiyil, Kadhal Vaganam, Chandrodhyam, Anbee Vaa, Padagotti, Khadhal Vagahnam, Vivasaaye, Thaikku Thalaimagan, Vettikaran e Ther Thiruvizha . Outros diretores lançaram o par de Nagesh-Manorama em filmes como Anubhavi Raja Anubhavi, Kungumam, Saraswati Sabadham, Panjavarnakilli, Navarathiri, Puthiya Paravai, Patthu Matha Bandham, Anbu Karangal, Micheal Madan Kamarajan, Annamitta Kai, Gowri Kalyanam, Anbe Aaruyire, Servidor Sundaram, Ner Vazhai, Ninaivin Nindraval, Vandamalar Poojaikku, Thirumagal Deiva, Thilagam Rakta, Aannavin Asai, Thiruvarutchelvar, Seetha e Karunthel Kannayiram. Manorama, a atriz Sachu e Jayalalithaa atuaram juntos em dois filmes como uma combinação — Galata Kalyanam e Bommalattam. Manorama e Jayalalithaa atuaram juntos em 25 filmes.
Seu trabalho foi notado até mesmo entre fiéis como Sivaji Ganesan e Natiya Peroli Padmini. Manorama compartilhou em uma entrevista que inicialmente ela estava nervosa atuando na frente de veteranos como TS Balaiah, mas, o diretor AP Nagarajan a fez entender que as cenas em que Jil Jil Ramamani aparece, ela seria o centro das atenções. Ela atuou ao lado do conhecido comediante Nagesh em 50 filmes e em 20 filmes com Cho Ramaswamy. Eles fizeram um par notável e atuaram em muitas comédias bem recebidas. Em 1974 ela compartilhou o espaço da tela com o lendário comediante Mehmood no filme Hindi Kunwara Baap. Cho e Manorama foram agrupados em 20 filmes, entre os quais Malligai Poo, Annaiyum Pidhavum, Dharisanam, Anbai Thedi, Nanaivin Nindraval, Nirai Kudam, Ayiram Poi, Mohammed Bin Tughlaq, Bommalattam, Deli Mappilai, Vilayattu Pillai, Kanavan, Rojavin Raja e Suryagandhi.
O personagem que a ela foi dada por K. Balachander no filme Unnal Mudiyum Thambi, de 1989, ela pessoalmente considera uma pedra angular quando ela estava dando um novo desafio como ator. Ela contou em uma entrevista na TV de Toronto que um dos personagens mais desafiadores que interpretou foi o papel da mulher solteira de 50 anos de idade, no filme de 1990, Nadigan com Sathyaraj. Ela atuou com todos os principais comediantes em cinco gerações diferentes, incluindo MR Radha, KA Thangavelu, JP ChandraBabu, A. Karunanithi, Ennatha Kannaiya, VK Ramaswamy, Nagesh, Cho Ramaswamy, Thengai Seenivasan, MRR Vasu, Suruli Rajan, Venniradai. Moorthy, Janagaraj, pandiarajan, Goundamani, Senthil, Vivek e Vadivelu.
Ela esteve em filmes com cinco ministros-chefes. Ela interpretou a liderança feminina nas peças escritas, dirigidas e representadas por CN Annadurai, ex-ministro-chefe de Tamil Nadu. Ela também apareceu em peças teatrais com outro ministro-chefe de Tamil Nadu, M. Karunanidhi. Ela já atuou em filmes com MG Ramachandran e J. Jayalalithaa, que mais tarde se tornaram ministros-chefes de Tamil Nadu mais tarde. Ela também atuou em filmes Telugu com o Dr. NT Rama Rao, que se tornou o ministro-chefe de Andhra Pradesh. Quando perguntada sobre qual personagem ela achava mais hilária de interpretar, ela especificou o papel de uma mulher falante, que é forçada a agir de maneira burra em um filme chamado" Unakkum Vazhvu Varum". Ela havia desempenhado esse papel junto com Thengai Srinivasan. Ela foi mordida por uma cobra Bungarus fasciatus / Kattuviriyan durante as filmagens de "Manjal Kungumam" e foi internada no hospital. Coincidentemente, após a recuperação, a cena seguinte, ela teve que agir foi em '' Aadi Viradham '', onde ela teve para se banhar a estátua de cobra e cantar uma canção de ninar para ele, e o diretor perguntou se ela gostaria de realizar e ela respondeu "sim muito!" e ela fez o filme.
Manorama, sendo um amigo íntimo de Jayalalithaa e da firme convicção de que Jayalalithaa nunca seria corrupta, fez campanha contra o ator Rajinikanth em apoio ao ministro-chefe Jayalalithaa nas eleições de 1996.
Em uma de suas últimas entrevistas, em 2015, perguntaram a ela se tinha algum arrependimento sobre sua vida. Para isso, ela respondeu: "Eu não tenho arrependimentos em tudo. Eu sou abençoado nesta vida. Mesmo no meu próximo nascimento, quero nascer como Manorama novamente. Eu quero essa mesma vida e as mesmas pessoas ao meu redor. Acima de tudo, eu quero a minha mãe comigo novamente." Em uma entrevista à BBC em 2015: "Se eu tivesse escolhido agir apenas como heroína, teria desaparecido da cena há muito tempo. Então, decidi assumir papéis de comediante, então sobrevivi na indústria por quase seis décadas".
Quando perguntada sobre como ela foi capaz de fazer mais de 1500 filmes, ela disse em sua entrevista em setembro de 2015: "Eu acredito que sou uma pessoa abençoada. Sem a vontade de Deus, eu não poderia ter atuado em tantos filmes. Tudo aconteceu na minha vida e você não vai acreditar, mas eu ainda tenho vontade de agir. A única pessoa que é a razão de todo o meu sucesso é minha mãe. Ela fez tudo por mim na vida, e eu sinto mais falta dela agora (ela começa a chorar). Tudo o que eu alcanço ou alcancei na vida é apenas por causa dela”.
Ela apoiou jovens talentos e diretores iniciantes em sua velhice. Em 2013, atuou em um curta-metragem tâmil chamado Thaaye Nee Kannurangu, dirigido por LGR Saravanan. Ela atuou como paciente de câncer e mãe do Sr. Srikanth.

## Morte
Entre 2013 e 2015, Manorama havia sofrido problemas de saúde, resultando em internações hospitalares. Ela morreu em Chennai às 23h20 do dia 10 de outubro de 2015 como resultado de falência múltipla de órgãos. Ela tinha 78 anos e é sobrevivida por seu filho e cantor-ator Bhoopathy.

### Reações
Tamil Nadu reagiu à morte de Manorama com um derramamento de pesar; inúmeros tributos foram pagos ao ator falecido em todo o estado e nas mídias sociais. A ministra-chefe Jayalalithaa colocou uma coroa de flores no corpo da casa do ator em T. Nagar, disse Jayalalithaa, "não houve nenhum realizador como Manorama no mundo do cinema em Tamil e não haveria nenhuma no futuro também". Jayalalitha foi citado dizendo: "Fiquei chocado ao ouvir sobre sua morte. Ela era uma irmã mais velha para mim. Eu costumava chamá-la de Manorama enquanto ela me chamava de Ammu. Costumávamos visitar as casas uns dos outros sempre que não tínhamos filmagens. " O ministro-chefe também disse: "Se Sivaji Ganesan fosse Nadigar Thilagam, Manorama seria Nadigai Thilagam". Outros que prestaram homenagem à atriz incluem Rajinikanth, Kamal Haasan, Shivakumar, Dhanush, Ajith Kumar, Karunanidhi K., Veeramani K., Vasan GK, Delhi Ganesh, Sarathkumar R., Ilayaraja, Vairamuthu, Vijay, Karthik, S. Ve. Shekhar, Vijaykumar, Goundamani, Bhagyaraj de K., Parthiban de R., Raadhika, Vimal, Silambarasan, Suriya, Karthi, Vikraman, S. Thanu, T. Rajender e Pandiarajan .

## Prêmios
- Prêmio Nacional de Cinema de Melhor Atriz Coadjuvante (1989)
- Prêmio Filmfare Lifetime Achievement - South (1995)
- Padma Shri (2002) [27]
- Prêmio Tamil Nadu Cinema Kalaimandram - Estrela de Cinema Favorita (2013)
- Prêmio especial do filme do estado de Tamil Nadu em 1979 para Avan Aval Adhu [28]
- Tamil Nadu State Film Award de Melhor Personagem Artista (Feminino) para o filme Thillaanaa Mohanambal em 1968.
- Prêmio Honorário de Cinema do Estado de Tamil Nadu - Prêmio MGR em 1990.
- Prêmio Honorário de Cinema Estadual de Tamil Nadu - Prêmio Jayalalitha em 1992.
- Ela também premiou o guinness book of records em 1985 por atuar em mais de 1000 filmes em 2015, ela completou 1500 filmes

## Seriados de TV
1. Kattu Pattti Charitram
2. Anbulla Amma
3. Tyagiyin Magal
4. Vanavil
5. Aachi International
6. Anbulla Snehithi
7. Alli Rajyam
8. Aval
9. Robo Raja
10. Manushi
11. Vaa Vadhyare
12. Tina Mina
13. Akkarapacha (Malaiala)
14. IMSAI Arasigal

## Filmografia e discografia selecionada

### Discografia
Manorama também detém um recorde de canto para todos os diretores de música notáveis. Ela fez sua voz para MS Viswanathan, Ilayaraja, AR Rahman e muitos outros compositores musicais notáveis.
| Ano  | Filme                           | Som                                         | Compositor                | Co-cantores                                                                                          |
| ---- | ------------------------------- | ------------------------------------------- | ------------------------- | --- |
| 1963 | Ratha Thilagam                  | Pogathey Pogathey En Kanava (parody)        | Viswanathan-Ramamoorthy   | |
| 1964 | Magale Un Samathu               | Thaatha Thaatha                             | G. K. Venkatesh           | L. R. Eswari                                                                                         |
| 1968 | Bommalattam                     | Vaa Vathiyare Oottanda (Jambajaar Jakku)    | V. Kumar                  | |
| 1969 | Aayiram Poi                     | Kaveri Thanniyil Kulichavadi                | V. Kumar                  | L. R. Eswari                                                                                         |
| 1969 | Aayiram Poi                     | Thamizh Vidu Thoodhu                        | V. Kumar                  | Tharapuram Soundararajan                                                                             |
| 1969 | Dharisanam                      | Pogadhe Aiyyaa Pogadhe                      | Soolamangalam Rajalakshmi | S. Rangarajan                                                                                        |
| 1969 | Poova Thalaiya                  | Poda Chonnaal Pottukkiren                   | M. S. Viswanathan         | T. M. Soundararajan & A. L. Raghavan                                                                 |
| 1970 | Thirumalai Thenkumari           | Azhage Thamizhe Nee                         | Kunnakudi Vaidyanathan    | Seerkazhi Govindarajan, Sarala, M. R. Vijaya, A. L. Raghavan, Dharapuram Sundararajan & L. R. Anjali |
| 1971 | Arunodhayam                     | Yeamandi Neenga                             | K.V. Mahadevan            | |
| 1971 | Justice Viswanathan             | Ada Epdithaan                               | Vedha                     | T. M. Soundararajan                                                                                  |
| 1971 | Kankatchi                       | Kaadai Pidippom                             | Kunnakkudi Vaidyanathan   | S. V. Ponnusamy                                                                                      |
| 1971 | Thanga Gopuram                  | Dhimkita Dhimkita                           | S. M. Subbaiah Naidu      | S. V. Ponnusamy                                                                                      |
| 1971 | Vidyarthikale Ithile Ithile     | Chinchilam Chiluchilam                      | M. B. Sreenivasan         | Adoor Bhasi                                                                                          |
| 1972 | Karundhel Kannayiram            | Poontha Malliyile                           | Shyam-Philips             | S. P. Balasubrahmanyam & Pattom Sadan                                                                |
| 1972 | Needhi                          | Engaladhu Boomi                             | M. S. Viswanathan         | T. M. Soundararajan, P. Suseela & J. P. Chandrababu                                                  |
| 1973 | Ganga Gowri                     | Thimikitta Thimikkitta                      | M. S. Viswanathan         | |
| 1973 | Kasi Yathirai                   | Amaravathi Nenjame                          | Shankar-Ganesh            | S. V. Ponnusamy                                                                                      |
| 1973 | Manjal Kungumam                 | Raa Raa Naa Bhavaa                          | Shankar-Ganesh            | S. P. Balasubrahmanyam                                                                               |
| 1973 | Petha Manam Pithu               | Ammaadi Uzhaikkum Kaigal                    | V. Kumar                  | T. M. Soundararajan, P. Suseela & S. V. Ponnusamy                                                    |
| 1973 | Suryagandhi                     | Theriyatho Nokku Theriyatho                 | M. S. Viswanathan         | |
| 1974 | Ippadiyum Oru Penn              | Agapatta Varayil                            | P. Bhanumathi             | P. Bhanumathi                                                                                        |
| 1975 | Hennu Samsarada Kannu           | Hosadenu Kaane Idaralli                     | Vijaya Bhaskar            | |
| 1975 | Vaazhnthu Kaattugiren           | Yemmi Mynaa Summa Summa                     | M. S. Viswanathan         | |
| 1976 | Unakkaga Naan                   | Kaadu Vetta                                 | M. S. Viswanathan         | L. R. Eswari & S. C. Krishnan                                                                        |
| 1977 | Chakravarthy                    | Thatthalangudhu Thalathalakkudhu            | V. Kumar                  | |
| 1977 | Chakravarthy                    | Aarathi Yedungadi                           | V. Kumar                  | P. Suseela                                                                                           |
| 1977 | Sonnathai Seiven                | Adiye Kaali                                 | V. Kumar                  | |
| 1978 | Achchani                        | Athu Maathiram                              | Ilaiyaraja                | Malaysia Vasudevan                                                                                   |
| 1978 | Paavathin Sambalam              | Raave Raave                                 | Shankar-Ganesh            | S. P. Balasubrahmanyam                                                                               |
| 1978 | Unakkum Vaazhvu Varum           | Manjakayiru Thali Manja Kayiru              | V. Kumar                  | |
| 1978 | Vaazha Ninaiththaal Vaazhalaam  | Kaanaan Kuruvikku Kalyanamam (Two versions) | Ilayaraja                 | |
| 1979 | Kuppathu Raja                   | Kodikatti Parakkuthada                      | M. S. Viswanathan         | T. M. Soundararajan, Malaysia Vasudevan & L. R. Eswari                                               |
| 1979 | Veettukku Veedu Vasappadi       | Patta Kashtam                               | Rajan-Nagendra            | Suruli Rajan & S. Janaki                                                                             |
| 1980 | Avan Aval Adhu                  | Andha Naal Mudharkkondu                     | M. S. Viswanathan         | L. R. Eswari                                                                                         |
| 1980 | Oru Marathu Paravaigal          | Mottu Malli                                 | Shankar-Ganesh            | T. K. Kala                                                                                           |
| 1982 | Boom Boom Maadu                 | Ungal Oottu Engaluke                        | Ilaiyaraja                | |
| 1982 | Simla Special                   | Kuthura Kuthulla                            | M. S. Viswanathan         | Malaysia Vasudevan                                                                                   |
| 1984 | Madras Vathiyar                 | Madras Vathiyar                             | Shankar-Ganesh            | Sundararajan & Udhayamaran                                                                           |
| 1984 | Rajathi Rojakili                | Athukkulle Yelelo                           | Chandrabose               | Chandrabose                                                                                          |
| 1985 | Kutravaaligal                   | Nalla Thambi Kottaiyelea                    | Shankar-Ganesh            | |
| 1985 | Sri Raghavendrar                | Paarthale Theriyaatho                       | Ilayaraja                 | Vani Jayaram                                                                                         |
| 1986 | Maragatha Veenai                | Chee Chee Ponga                             | Ilaiyaraja                | Malaysia Vasudevan                                                                                   |
| 1988 | Paatti Sollai Thattathe         | Dillikku Rajanaalum                         | Chandrabose               | |
| 1991 | Aadi Viratham                   | Vadakkile Irukkuddu Thiruppathi             | Shankar-Ganesh            | Ranjini                                                                                              |
| 1992 | Magudam                         | Karpulla Kaalaiye                           | Ilaiyaraja                | S. P. Balasubrahmanyam                                                                               |
| 1994 | May Madham                      | Madrasa Sutti                               | A. R. Rahman              | Shahul Hameed, Swarnalatha & G. V. Prakash Kumar                                                     |
| 1995 | Deva                            | Kothagiri Kuppamma                          | Deva                      | Vijay & Swarnalatha                                                                                  |
| 1995 | Marumagan                       | Maamaa Maamaa Enakku Masakkai               | Deva                      | Mano & Malgudi Subha                                                                                 |
| 1995 | Murai Maman                     | Anandham Anandham                           | Vidyasagar                | P. Unni Krishnan & Sujatha                                                                           |
| 1995 | Muthu Kaalai                    | Vaazha Ilai.... Eredutthu Eredutthu         | Ilaiyaraaja               | S. P. Balasubrahmanyam                                                                               |
| 1996 | Nattupura Pattu                 | Nattupura Pattu                             | Ilayaraja                 | K. S. Chitra                                                                                         |
| 1996 | Parambarai                      | Thanjaavooru Kaalaiyile                     | Deva                      | K. S. Chithra, Krishnaraj & Sundararajan                                                             |
| 1997 | Arunachalam                     | Mathadu Mathadu                             | Deva                      | S. P. Balasubrahmanyam, Sujatha & Meera Krishnan                                                     |
| 1997 | Vallal                          | Puliyampatti Kosavampatti                   | Deva                      | |
| 1998 | Pooveli                         | Kathai Solla Poren                          | Bharathwaj                | Karthik & Sujatha                                                                                    |
| 2000 | Chinna Ramasamy Periya Ramasamy | Vacha Payiru... Unnai Naan                  | Ilaiyaraja                | S. P. Balasubrahmanyam & K. S. Chithra                                                               |
| 2003 | Anbe Anbe                       | Rettai Jadai Rakkamma                       | Bharathwaj                | T. L. Maharajan, Manikka Vinayagam, Swarnalatha & Srinivas                                           |
| 2006 | Pasa Kiligal                    | Thangeiyenum                                | Vidhyasagar               | Tippu, Karthik & Sujatha                                                                             |

| Year | Movie                           | Song                                        | Composer                  | Co-singers                                                                                           |
| ---- | ------------------------------- | ------------------------------------------- | ------------------------- | --- |
| 1963 | Ratha Thilagam                  | Pogathey Pogathey En Kanava (parody)        | Viswanathan-Ramamoorthy   | |
| 1964 | Magale Un Samathu               | Thaatha Thaatha                             | G. K. Venkatesh           | L. R. Eswari                                                                                         |
| 1968 | Bommalattam                     | Vaa Vathiyare Oottanda (Jambajaar Jakku)    | V. Kumar                  | |
| 1969 | Aayiram Poi                     | Kaveri Thanniyil Kulichavadi                | V. Kumar                  | L. R. Eswari                                                                                         |
| 1969 | Aayiram Poi                     | Thamizh Vidu Thoodhu                        | V. Kumar                  | Tharapuram Soundararajan                                                                             |
| 1969 | Dharisanam                      | Pogadhe Aiyyaa Pogadhe                      | Soolamangalam Rajalakshmi | S. Rangarajan                                                                                        |
| 1969 | Poova Thalaiya                  | Poda Chonnaal Pottukkiren                   | M. S. Viswanathan         | T. M. Soundararajan & A. L. Raghavan                                                                 |
| 1970 | Thirumalai Thenkumari           | Azhage Thamizhe Nee                         | Kunnakudi Vaidyanathan    | Seerkazhi Govindarajan, Sarala, M. R. Vijaya, A. L. Raghavan, Dharapuram Sundararajan & L. R. Anjali |
| 1971 | Arunodhayam                     | Yeamandi Neenga                             | K.V. Mahadevan            | |
| 1971 | Justice Viswanathan             | Ada Epdithaan                               | Vedha                     | T. M. Soundararajan                                                                                  |
| 1971 | Kankatchi                       | Kaadai Pidippom                             | Kunnakkudi Vaidyanathan   | S. V. Ponnusamy                                                                                      |
| 1971 | Thanga Gopuram                  | Dhimkita Dhimkita                           | S. M. Subbaiah Naidu      | S. V. Ponnusamy                                                                                      |
| 1971 | Vidyarthikale Ithile Ithile     | Chinchilam Chiluchilam                      | M. B. Sreenivasan         | Adoor Bhasi                                                                                          |
| 1972 | Karundhel Kannayiram            | Poontha Malliyile                           | Shyam-Philips             | S. P. Balasubrahmanyam & Pattom Sadan                                                                |
| 1972 | Needhi                          | Engaladhu Boomi                             | M. S. Viswanathan         | T. M. Soundararajan, P. Suseela & J. P. Chandrababu                                                  |
| 1973 | Ganga Gowri                     | Thimikitta Thimikkitta                      | M. S. Viswanathan         | |
| 1973 | Kasi Yathirai                   | Amaravathi Nenjame                          | Shankar-Ganesh            | S. V. Ponnusamy                                                                                      |
| 1973 | Manjal Kungumam                 | Raa Raa Naa Bhavaa                          | Shankar-Ganesh            | S. P. Balasubrahmanyam                                                                               |
| 1973 | Petha Manam Pithu               | Ammaadi Uzhaikkum Kaigal                    | V. Kumar                  | T. M. Soundararajan, P. Suseela & S. V. Ponnusamy                                                    |
| 1973 | Suryagandhi                     | Theriyatho Nokku Theriyatho                 | M. S. Viswanathan         | |
| 1974 | Ippadiyum Oru Penn              | Agapatta Varayil                            | P. Bhanumathi             | P. Bhanumathi                                                                                        |
| 1975 | Hennu Samsarada Kannu           | Hosadenu Kaane Idaralli                     | Vijaya Bhaskar            | |
| 1975 | Vaazhnthu Kaattugiren           | Yemmi Mynaa Summa Summa                     | M. S. Viswanathan         | |
| 1976 | Unakkaga Naan                   | Kaadu Vetta                                 | M. S. Viswanathan         | L. R. Eswari & S. C. Krishnan                                                                        |
| 1977 | Chakravarthy                    | Thatthalangudhu Thalathalakkudhu            | V. Kumar                  | |
| 1977 | Chakravarthy                    | Aarathi Yedungadi                           | V. Kumar                  | P. Suseela                                                                                           |
| 1977 | Sonnathai Seiven                | Adiye Kaali                                 | V. Kumar                  | |
| 1978 | Achchani                        | Athu Maathiram                              | Ilaiyaraja                | Malaysia Vasudevan                                                                                   |
| 1978 | Paavathin Sambalam              | Raave Raave                                 | Shankar-Ganesh            | S. P. Balasubrahmanyam                                                                               |
| 1978 | Unakkum Vaazhvu Varum           | Manjakayiru Thali Manja Kayiru              | V. Kumar                  | |
| 1978 | Vaazha Ninaiththaal Vaazhalaam  | Kaanaan Kuruvikku Kalyanamam (Two versions) | Ilayaraja                 | |
| 1979 | Kuppathu Raja                   | Kodikatti Parakkuthada                      | M. S. Viswanathan         | T. M. Soundararajan, Malaysia Vasudevan & L. R. Eswari                                               |
| 1979 | Veettukku Veedu Vasappadi       | Patta Kashtam                               | Rajan-Nagendra            | Suruli Rajan & S. Janaki                                                                             |
| 1980 | Avan Aval Adhu                  | Andha Naal Mudharkkondu                     | M. S. Viswanathan         | L. R. Eswari                                                                                         |
| 1980 | Oru Marathu Paravaigal          | Mottu Malli                                 | Shankar-Ganesh            | T. K. Kala                                                                                           |
| 1982 | Boom Boom Maadu                 | Ungal Oottu Engaluke                        | Ilaiyaraja                | |
| 1982 | Simla Special                   | Kuthura Kuthulla                            | M. S. Viswanathan         | Malaysia Vasudevan                                                                                   |
| 1984 | Madras Vathiyar                 | Madras Vathiyar                             | Shankar-Ganesh            | Sundararajan & Udhayamaran                                                                           |
| 1984 | Rajathi Rojakili                | Athukkulle Yelelo                           | Chandrabose               | Chandrabose                                                                                          |
| 1985 | Kutravaaligal                   | Nalla Thambi Kottaiyelea                    | Shankar-Ganesh            | |
| 1985 | Sri Raghavendrar                | Paarthale Theriyaatho                       | Ilayaraja                 | Vani Jayaram                                                                                         |
| 1986 | Maragatha Veenai                | Chee Chee Ponga                             | Ilaiyaraja                | Malaysia Vasudevan                                                                                   |
| 1988 | Paatti Sollai Thattathe         | Dillikku Rajanaalum                         | Chandrabose               | |
| 1991 | Aadi Viratham                   | Vadakkile Irukkuddu Thiruppathi             | Shankar-Ganesh            | Ranjini                                                                                              |
| 1992 | Magudam                         | Karpulla Kaalaiye                           | Ilaiyaraja                | S. P. Balasubrahmanyam                                                                               |
| 1994 | May Madham                      | Madrasa Sutti                               | A. R. Rahman              | Shahul Hameed, Swarnalatha & G. V. Prakash Kumar                                                     |
| 1995 | Deva                            | Kothagiri Kuppamma                          | Deva                      | Vijay & Swarnalatha                                                                                  |
| 1995 | Marumagan                       | Maamaa Maamaa Enakku Masakkai               | Deva                      | Mano & Malgudi Subha                                                                                 |
| 1995 | Murai Maman                     | Anandham Anandham                           | Vidyasagar                | P. Unni Krishnan & Sujatha                                                                           |
| 1995 | Muthu Kaalai                    | Vaazha Ilai.... Eredutthu Eredutthu         | Ilaiyaraaja               | S. P. Balasubrahmanyam                                                                               |
| 1996 | Nattupura Pattu                 | Nattupura Pattu                             | Ilayaraja                 | K. S. Chitra                                                                                         |
| 1996 | Parambarai                      | Thanjaavooru Kaalaiyile                     | Deva                      | K. S. Chithra, Krishnaraj & Sundararajan                                                             |
| 1997 | Arunachalam                     | Mathadu Mathadu                             | Deva                      | S. P. Balasubrahmanyam, Sujatha & Meera Krishnan                                                     |
| 1997 | Vallal                          | Puliyampatti Kosavampatti                   | Deva                      | |
| 1998 | Pooveli                         | Kathai Solla Poren                          | Bharathwaj                | Karthik & Sujatha                                                                                    |
| 2000 | Chinna Ramasamy Periya Ramasamy | Vacha Payiru... Unnai Naan                  | Ilaiyaraja                | S. P. Balasubrahmanyam & K. S. Chithra                                                               |
| 2003 | Anbe Anbe                       | Rettai Jadai Rakkamma                       | Bharathwaj                | T. L. Maharajan, Manikka Vinayagam, Swarnalatha & Srinivas                                           |
| 2006 | Pasa Kiligal                    | Thangeiyenum                                | Vidhyasagar               | Tippu, Karthik & Sujatha                                                                             |

### Atriz

#### Anos 50
| Ano  | Filme                 | Língua | Notas |
| ---- | --------------------- | ------ | ----- |
| 1958 | Anbu Engey            | Tâmil  |       |
| 1958 | Maalaiyitta Mangai    | Tâmil  |       |
| 1958 | PeriyaKovil           | Tâmil  |       |
| 1958 | Manamulla Maruthaaram | Tâmil  |       |
| 1959 | Uthami Petra Rathinam | Tâmil  |       |
| 1959 | Abalai Anjugam        | Tâmil  |       |

#### Anos 1960
| Ano  | Filme                          | Língua | Notas |
| ---- | ------------------------------ | ------ | --- |
| 1960 | Kalathur Kannamma              | Tâmil  | Amali |
| 1960 | Meenda Sorgam                  | Tâmil  | Sachu |
| 1960 | Aadavantha Deivam (film)       | Tâmil  | Navarasam                                                                                                  |
| 1960 | Ponni Thirunaal                | Tâmil  | |
| 1961 | Palum Pazhamum                 | Tâmil  | |
| 1962 | Deivathin Deivam               | Tâmil  | |
| 1962 | Nenjil Or Aalayam              | Tâmil  | Manorama                                                                                                   |
| 1962 | Ethaiyum Thangum Ithaiyam      | Tâmil  | |
| 1962 | Muthu Mandapam                 | Tâmil  | |
| 1962 | Padithal Mattum Podhuma        | Tâmil  | |
| 1962 | Policekaran Magal              | Tâmil  | Maari's Fiancée                                                                                            |
| 1963 | Konjum Kumari                  | Tâmil  | Alli |
| 1963 | Paar Magale Paar               | Tâmil  | Aaraveli                                                                                                   |
| 1963 | Lava Kusha                     | Telugu | Washerman's wife                                                                                           |
| 1963 | Kungumam                       | Tâmil  | Kanniamma                                                                                                  |
| 1963 | Kuberatheevu                   | Tâmil  | |
| 1963 | Kulamagal Radhai               | Tâmil  | Muthamma                                                                                                   |
| 1963 | Ratha Thilagam                 | Tâmil  | |
| 1963 | Nenjam Marappathillai          | Tâmil  | Kanniyamma                                                                                                 |
| 1963 | Neengadha Ninaivu              | Tâmil  | |
| 1963 | Yarukku Sontham                | Tâmil  | |
| 1963 | Naanum Oru Penn                | Tâmil  | |
| 1963 | Ninaipadharku Neramillai       | Tâmil  | |
| 1963 | Anandha Jodhi                  | Tâmil  | Mano |
| 1963 | Karpagam                       | Tâmil  | |
| 1963 | Kaanchi Thalaivan              | Tâmil  | Singaari                                                                                                   |
| 1963 | Ezhai Pangalan                 | Tâmil  | |
| 1964 | Magale Un Samathu              | Tâmil  | |
| 1964 | Thaali Bhagyam                 | Tâmil  | Andjalai                                                                                                   |
| 1964 | Puthiya Paravai                | Tâmil  | Alli Sanjeev                                                                                               |
| 1964 | Padagotti                      | Tâmil  | Manickam's sister                                                                                          |
| 1964 | Navarathri                     | Tâmil  | Insane lady                                                                                                |
| 1964 | Vettaikaaran                   | Tâmil  | |
| 1964 | Thozhilali                     | Tâmil  | Chandira                                                                                                   |
| 1964 | Deiva Thirumagal               | Tâmil  | Chandira                                                                                                   |
| 1964 | Server Sundaram                | Tâmil  | Guest appearance                                                                                           |
| 1964 | Poompuhar                      | Tâmil  | |
| 1965 | Anandhi                        | Tâmil  | Manoranjitham                                                                                              |
| 1965 | Thiruvilayadal                 | Tâmil  | Ponni |
| 1965 | Kanni Thaai                    | Tâmil  | Rukkumani (Rukku)                                                                                          |
| 1965 | Thazhampoo                     | Tâmil  | |
| 1965 | Kalangarai Vilakkam            | Tâmil  | Moghini |
| 1965 | Kalyana Mandapam               | Tâmil  | Guest appearance                                                                                           |
| 1965 | Paditha Manaivi                | Tâmil  | |
| 1965 | Anbu Karangal                  | Tâmil  | Ponnamma                                                                                                   |
| 1965 | Vallavanaukku Vallavan         | Tâmil  | Mala |
| 1965 | Poomalai                       | Tâmil  | Myna |
| 1965 | Santhi                         | Tâmil  | |
| 1965 | Thaayum Magalum                | Tâmil  | |
| 1966 | Anbe Vaa                       | Tâmil  | Kannamma                                                                                                   |
| 1966 | Saraswathi Sabatham            | Tâmil  | |
| 1966 | Yaar Nee?                      | Tâmil  | Thamarai(Maid) & C.I.D Sulokchana                                                                          |
| 1966 | Madras to Pondicherry          | Tâmil  | Brahmin Couple                                                                                             |
| 1966 | Mugaraasi                      | Tâmil  | Alangaram (Thandhaiyar Paithai)                                                                            |
| 1966 | Chandhrodhayam                 | Tâmil  | Ahalya |
| 1966 | Thenmazhai                     | Tâmil  | Indra |
| 1966 | Mani Magudam                   | Tâmil  | Vanchi |
| 1966 | Gowri Kalyanam                 | Tâmil  | |
| 1966 | Thaali Bhagyam                 | Tâmil  | Andjalai                                                                                                   |
| 1966 | Iru Vallavargal                | Tâmil  | |
| 1967 | Vivasayee                      | Tâmil  | Shoki |
| 1967 | Thiruvarutchelvar              | Tâmil  | |
| 1967 | Thaikku Thalaimagan            | Tâmil  | Munimma |
| 1967 | Ninaivil Nindraval (1967 film) | Tâmil  | Sarala |
| 1967 | Paaladai                       | Tâmil  | |
| 1967 | Kandhan Karunai                | Tâmil  | |
| 1967 | Iru Malargal                   | Tâmil  | Poongothai                                                                                                 |
| 1967 | Anubavam Pudhumai              | Tâmil  | |
| 1968 | Ethir Neechal                  | Tâmil  | Renu |
| 1968 | Thirumal Perumai               | Tâmil  | |
| 1968 | Galatta Kalyanam               | Tâmil  | Rathna |
| 1968 | Bommalattam                    | Tâmil  | Chinna Ponnu                                                                                               |
| 1968 | Thillana Mohanambal            | Tâmil  | Karuppayi / "Jil Jil" Ramamani / Roja Rani Tamil Nadu State Film Award for Best Character Artiste (Female) |
| 1968 | Enga Oor Raja                  | Tâmil  | |
| 1968 | Thaer Thiruvizha               | Tâmil  | Vel's wife                                                                                                 |
| 1968 | Uyarndha Manithan              | Tâmil  | Rani |
| 1968 | Delhi Mapillai                 | Tâmil  | |
| 1969 | Aayiram Poi                    | Tâmil  | Lilly |
| 1969 | Gurudhatchanai                 | Tâmil  | Jaggamma                                                                                                   |
| 1969 | Anjal Petti 520                | Tâmil  | Loosie |
| 1969 | Nirai Kudam                    | Tamil  | Actress Girija                                                                                             |

#### Década de 1970
| Year | Film                                | Language       | Notes                                                                                     |
| ---- | ----------------------------------- | -------------- | ----------------------------------------------------------------------------------------- |
| 1970 | Thalaivan                           | Tâmil          |                                                                                           |
| 1970 | Aana Valarthiya Vanampadiyude Makan | Malaiala/Tâmil |                                                                                           |
| 1970 | Engal Thangam                       | Tâmil          | Miss Pantchali                                                                            |
| 1970 | Thirumalai Thenkumari               | Tâmil          | Munniyamma                                                                                |
| 1970 | Vilaiyaattu Pillai                  | Tâmil          |                                                                                           |
| 1970 | Muhammd bin Tughkug                 | Tâmil          | Gandhimadhi                                                                               |
| 1971 | Kankatchi                           | Tâmil          | Surulirajan and Manorama teamed up in this movie to perform nine different roles together |
| 1971 | Arunodhayam                         | Tâmil          | Radha                                                                                     |
| 1971 | Thanga Gopuram                      | Tâmil          |                                                                                           |
| 1972 | Pattikada Pattanama                 | Tâmil          | Vellaiamma                                                                                |
| 1972 | Kasethan Kadavulada                 | Tâmil          | Lakshmi                                                                                   |
| 1972 | Needhi                              | Tâmil          |                                                                                           |
| 1972 | Kanna Nalama                        | Tâmil          | K. Manorama                                                                               |
| 1972 | Vidharthikale Ithile Ithile         | Malaiala       |                                                                                           |
| 1972 | Raman Thediya Seethai               | Tâmil          | Samoundhi                                                                                 |
| 1972 | Thaikku Oru Pillai                  | Tâmil          |                                                                                           |
| 1972 | Velli Vizha                         | Tâmil          | Komalam                                                                                   |
| 1972 | Mr.Sampath                          | Tâmil          |                                                                                           |
| 1972 | Annamitta Kai                       | Tâmil          | Nurse Thangame                                                                            |
| 1972 | Gnana Oli                           | Tâmil          | Doctor's wife                                                                             |
| 1972 | Shakthi Leelai                      | Tâmil          | Kaveri                                                                                    |
| 1972 | Karunthel Kannayiram                | Tâmil          |                                                                                           |
| 1972 | Thavapudhalavan                     | Tâmil          |                                                                                           |
| 1972 | Kadhalikka Vanga                    | Tâmil          |                                                                                           |
| 1973 | Bharatha Vilas                      | Tâmil          | Meera bai                                                                                 |
| 1973 | Rajaraja Cholan                     | Tâmil          | Poonkodi                                                                                  |
| 1973 | Suryakanthi                         | Tâmil          |                                                                                           |
| 1973 | Kasi Yathirai                       | Tâmil          | Andal (Stage-actress)/Lalitha(Chokkalingam's lover)                                       |
| 1973 | Alaigal                             | Tâmil          | Nalina                                                                                    |
| 1973 | Manipayal                           | Tâmil          |                                                                                           |
| 1973 | Ganga Gowri                         | Tâmil          |                                                                                           |
| 1973 | Ponnunjal                           | Tâmil          |                                                                                           |
| 1973 | Manidharil Manikkam                 | Tâmil          | Rukmani                                                                                   |
| 1973 | Rajapart Rangadurai                 | Tâmil          | Chinthamani                                                                               |
| 1973 | Ponnukku Thanga Manasu              | Tâmil          |                                                                                           |
| 1974 | Kunwara Baap                        | Hindi          | Sheela                                                                                    |
| 1974 | Thaai                               | Tâmil          |                                                                                           |
| 1974 | Thanga Pathakkam                    | Tâmil          | Muthammal                                                                                 |
| 1974 | En Magan                            | Tâmil          |                                                                                           |
| 1974 | Anbai Thedi                         | Tâmil          |                                                                                           |
| 1974 | Gumasthavin Magal                   | Tâmil          | Guest appearance                                                                          |
| 1975 | Devara Gudi                         | Canarês        |                                                                                           |
| 1975 | Puthu Vellam                        | Tâmil          |                                                                                           |
| 1975 | Melnaattu Marumagal                 | Tâmil          | Guest appearance                                                                          |
| 1975 | Cinema Paithiyam                    | Tâmil          | Cameo appearance                                                                          |
| 1975 | Aayirathil Oruthi                   | Tâmil          | Cameo appearance                                                                          |
| 1975 | Andharangam                         | Tâmil          |                                                                                           |
| 1975 | Anbe Aaruyire                       | Tâmil          | Alamel                                                                                    |
| 1975 | Dr. Siva                            | Tâmil          |                                                                                           |
| 1975 | Thangathile Vairam                  | Tâmil          |                                                                                           |
| 1975 | Pattampoochi                        | Tâmil          | Kumari                                                                                    |
| 1975 | Pattikkaattu Raja                   | Tâmil          | Alamelu                                                                                   |
| 1975 | Hennu Samsarada Kannu               | Canarês        |                                                                                           |
| 1975 | Vaazhnthu Kaattugiren               | Tâmil          | Dollak Sundari                                                                            |
| 1975 | Paattum Bharathamum                 | Tâmil          |                                                                                           |
| 1975 | Yarukkum Vetkam Illai               | Tâmil          |                                                                                           |
| 1976 | Akka                                | Tâmil          |                                                                                           |
| 1976 | Unakkaga Naan                       | Tâmil          |                                                                                           |
| 1976 | Unmaye Un Vilai Enna                | Tâmil          |                                                                                           |
| 1976 | Rojavin Raja                        | Tâmil          |                                                                                           |
| 1976 | Nee Oru Maharani                    | Tâmil          |                                                                                           |
| 1976 | Mogam Muppadhu Varusham             | Tâmil          |                                                                                           |
| 1976 | Grahapravesam                       | Tâmil          |                                                                                           |
| 1976 | Varaprasadham                       | Tâmil          |                                                                                           |
| 1976 | Bhadrakali                          | Tâmil          |                                                                                           |
| 1976 | Vazhvu En Pakkam                    | Tâmil          | Seetha                                                                                    |
| 1976 | Ungalil Oruthi                      | Tâmil          |                                                                                           |
| 1976 | Perum Pugazhum                      | Tâmil          |                                                                                           |
| 1976 | Paaloothi Valartha Kili             | Tâmil          |                                                                                           |
| 1976 | Oru Kodiyil Iru Malargal            | Tâmil          |                                                                                           |
| 1976 | Nalla Penmani                       | Tâmil          |                                                                                           |
| 1976 | Muthaana Muthullavaa                | Tâmil          |                                                                                           |
| 1976 | Mayor Meenakshi                     | Tâmil          |                                                                                           |
| 1976 | Kula Gowravam                       | Tâmil          |                                                                                           |
| 1976 | Janaki Sabatham                     | Tâmil          |                                                                                           |
| 1977 | Aalukkoru Aasai                     | Tâmil          |                                                                                           |
| 1977 | Avan Oru Sarithiram                 | Tâmil          |                                                                                           |
| 1977 | Aaru Pushpangal                     | Tâmil          |                                                                                           |
| 1977 | Aasai Manaivi                       | Tâmil          |                                                                                           |
| 1977 | Durga Devi                          | Tâmil          |                                                                                           |
| 1977 | Dheepam                             | Tâmil          |                                                                                           |
| 1977 | Devara Duddu                        | Canarês        |                                                                                           |
| 1977 | Geddvalu Naane                      | Canarês        |                                                                                           |
| 1977 | Thunai Iruppal Meenakshi            | Tâmil          |                                                                                           |
| 1977 | Nee Vazhva Vendum                   | Tâmil          |                                                                                           |
| 1977 | Ilaya Thalaimurai                   | Tâmil          |                                                                                           |
| 1977 | Annan Oru Koyil                     | Tâmil          |                                                                                           |
| 1977 | Sri Krishna Leela (1977 film)       | Tâmil          | Abinayasundari                                                                            |
| 1977 | Unnai Suttrum Ulagam                | Tâmil          |                                                                                           |
| 1978 | Andaman Kadhali                     | Tâmil          |                                                                                           |
| 1978 | Annalakshmi                         | Tâmil          |                                                                                           |
| 1978 | Maariyamman Thiruvizha              | Tâmil          |                                                                                           |
| 1978 | Kamakshiyin Karunai                 | Tâmil          |                                                                                           |
| 1978 | Thyagam                             | Tâmil          |                                                                                           |
| 1978 | Chittukuruvi                        | Tâmil          |                                                                                           |
| 1978 | En Kelvikkenna Bathil               | Tâmil          |                                                                                           |
| 1978 | Pilot Premnath                      | Tâmil          |                                                                                           |
| 1978 | Punniya Boomi                       | Tâmil          |                                                                                           |
| 1978 | Vandikkaaran Magal                  | Tâmil          |                                                                                           |
| 1978 | Varuvaan Vadivelan                  | Tâmil          |                                                                                           |
| 1978 | Vaazha Ninaithal Vazhaalam          | Tâmil          |                                                                                           |
| 1978 | Rudra Thaandavam                    | Tâmil          |                                                                                           |
| 1978 | Seervarisai                         | Tâmil          |                                                                                           |
| 1978 | Aayiram Jenmangal                   | Tâmil          |                                                                                           |
| 1978 | Bhairavi                            | Tâmil          |                                                                                           |
| 1978 | General Chakravarthi                | Tâmil          |                                                                                           |
| 1978 | Prathyaksha Deivam                  | Malaiala       |                                                                                           |
| 1979 | Kuppathu Raja                       | Tâmil          |                                                                                           |
| 1979 | Alankari                            | Tâmil          |                                                                                           |
| 1979 | Imayam                              | Tâmil          |                                                                                           |
| 1979 | Nallathoru Kudumbam                 | Tâmil          | Santhanalaxmi                                                                             |
| 1979 | Kalyanaraman                        | Tâmil          |                                                                                           |
| 1979 | Enippadigal                         | Tâmil          | Jayanthi                                                                                  |

#### Anos 80
| Ano  | Filme                       | Língua   | Notas                                           |
| ---- | --------------------------- | -------- | ----------------------------------------------- |
| 1980 | Billa                       | Tamil    | Rajappa's old friend                            |
| 1980 | Ennadi Meenakshi            | Tâmil    |                                                 |
| 1980 | Nadagame Ulagam             | Tâmil    |                                                 |
| 1980 | Neechalkulam                | Tâmil    |                                                 |
| 1980 | Panchabhootham              | Tâmil    |                                                 |
| 1980 | Poonthalir                  | Tâmil    |                                                 |
| 1980 | Sri Ramajayam               | Tâmil    |                                                 |
| 1980 | Rusi Kanda Poonai           | Tâmil    |                                                 |
| 1980 | Subhodayam                  | Telugu   | Sivakamini                                      |
| 1980 | Rishi Moolam                | Tâmil    |                                                 |
| 1980 | Natchathiram                | Tâmil    |                                                 |
| 1980 | Jamboo                      | Tâmil    |                                                 |
| 1981 | Kodeeswaran Magal           | Tâmil    |                                                 |
| 1981 | Keezh Vaanam Sivakkum       | Tâmil    | Servant                                         |
| 1981 | Thee                        | Tâmil    |                                                 |
| 1981 | Savaal                      | Tâmil    |                                                 |
| 1981 | Mangamma Sabatham           | Tâmil    |                                                 |
| 1981 | Premanubandha               | Canarês  |                                                 |
| 1981 | Erattai Manithan            | Tâmil    |                                                 |
| 1981 | Lorry Driver Rajakannu      | Tâmil    |                                                 |
| 1982 | Vazhvey Maayam              | Tâmil    | Baby                                            |
| 1982 | Simla Special               | Tâmil    | Roja Devi                                       |
| 1982 | Thaai Mookaambikai          | Tâmil    | Kittumani's sister                              |
| 1982 | Sangili                     | Tâmil    |                                                 |
| 1982 | Theerpu                     | Tâmil    |                                                 |
| 1982 | Manal Kayiru                | Tâmil    |                                                 |
| 1982 | Marumagale Vaazhga          | Tâmil    | Servant                                         |
| 1982 | Kannodu Kan                 | Tâmil    |                                                 |
| 1982 | Kaivarisai                  | Tâmil    |                                                 |
| 1982 | Jodippura                   | Tâmil    |                                                 |
| 1982 | Pokkiri Raja                | Tâmil    |                                                 |
| 1982 | Pakkathu Veetu Roja         | Tâmil    |                                                 |
| 1982 | Vasandhathil Or Naal        | Tâmil    |                                                 |
| 1982 | Sattam Sirikkiradhu         | Tâmil    |                                                 |
| 1983 | Sattam                      | Tâmil    | Pandhanur Chandirabana                          |
| 1983 | Dowry Kalyanam              | Tâmil    | Seetha Latchmi                                  |
| 1983 | Sivappu Sooriyan            | Tâmil    |                                                 |
| 1983 | Miruthanga Chakravarthi     | Tâmil    |                                                 |
| 1983 | Neethibathi                 | Tâmil    | Loosy                                           |
| 1983 | Nirabarathi                 | Tâmil    |                                                 |
| 1983 | Thanga Magan                | Tâmil    | Annapoorani                                     |
| 1983 | Adutha Varisu               | Tâmil    |                                                 |
| 1983 | Paayum Puli                 | Tâmil    |                                                 |
| 1983 | Snehabandham                | Malaiala |                                                 |
| 1983 | Yamirukku Bayamen           | Tâmil    |                                                 |
| 1983 | Sandhippu                   | Tâmil    |                                                 |
| 1983 | Muthu Engal Sothu           | Tâmil    |                                                 |
| 1984 | Enakkul Oruvan              | Tâmil    | Madan's mom                                     |
| 1984 | Kairaasikkaaran             | Tâmil    |                                                 |
| 1984 | Mansoru                     | Tâmil    |                                                 |
| 1984 | Oh Maane Maane              | Tâmil    |                                                 |
| 1984 | Kuva Kuva Vaathugal         | Tâmil    |                                                 |
| 1984 | Anbe Odi Vaa                | Tâmil    |                                                 |
| 1984 | Kudumbam                    | Tâmil    | Guest appearance                                |
| 1984 | Raja Veetu Kannukutty       | Tâmil    |                                                 |
| 1984 | Ninaivugal                  | Tâmil    |                                                 |
| 1984 | Naalai Unathu Naal          | Tâmil    |                                                 |
| 1984 | Gadusu Pindam               | Telugo   |                                                 |
| 1985 | Antha Sila Naatkal          | Tâmil    |                                                 |
| 1985 | Aagaya Thamaraigal          | Tâmil    |                                                 |
| 1985 | Iru Methaigal               | Tâmil    |                                                 |
| 1985 | Madras Vaathiyaar           | Tâmil    |                                                 |
| 1985 | Vaazhkai                    | Tâmil    |                                                 |
| 1985 | Sri Raghavendrar            | Tâmil    | Saraswathi Bhai's friend                        |
| 1985 | Vidhi                       | Tâmil    |                                                 |
| 1985 | Ilamai                      | Tâmil    |                                                 |
| 1985 | Simma Soppanam              | Tâmil    |                                                 |
| 1985 | Nyaayam                     | Tâmil    |                                                 |
| 1985 | Ninaivugal                  | Tâmil    |                                                 |
| 1985 | Rajathi Rojakili            | Tâmil    |                                                 |
| 1985 | Chidambara Ragasiyam        | Tâmil    | Valayapatti Valliammai                          |
| 1985 | Jhansi                      | Tâmil    |                                                 |
| 1985 | Anni                        | Tâmil    |                                                 |
| 1985 | Kadivalam                   | Tâmil    |                                                 |
| 1985 | Bandham                     | Tâmil    |                                                 |
| 1985 | Madhuvidhu Theerum Mumbe    | Malaiala | Palakkattu Maami                                |
| 1985 | Nalla Thambi                | Tâmil    | Raju's mother                                   |
| 1985 | Oru Malarin Payanam         | Tâmil    |                                                 |
| 1986 | Vikram                      | Tâmil    | Pallathor Ramadevi                              |
| 1986 | Samsaram Adhu Minsaram      | Tâmil    | Kannamma, the maid                              |
| 1986 | Ilamai                      | Tâmil    |                                                 |
| 1986 | Kaaval                      | Tâmil    |                                                 |
| 1986 | Nermai                      | Tâmil    |                                                 |
| 1986 | Perumai                     | Tâmil    |                                                 |
| 1986 | Porutham                    | Tâmil    |                                                 |
| 1986 | Chandamama                  | Tâmil    |                                                 |
| 1986 | Odangal                     | Tâmil    |                                                 |
| 1986 | Kaithiyin Theerppu          | Tâmil    |                                                 |
| 1986 | Veeran                      | Tâmil    |                                                 |
| 1986 | Kanna Thorakkanum Saami     | Tâmil    |                                                 |
| 1986 | Sarvam Sakthimayam          | Tâmil    | Nagamma                                         |
| 1986 | Nambinar Keduvathillai      | Tâmil    |                                                 |
| 1986 | Nilave Malare               | Tâmil    |                                                 |
| 1987 | Per Sollum Pillai           | Tâmil    | Cook                                            |
| 1987 | Naan Adimai Illai           | Tâmil    |                                                 |
| 1987 | Aankiliyude Tharattu        | Malaiala | Sakunthala                                      |
| 1987 | Veendum Lisa                | Malaiala | Gomathi                                         |
| 1987 | Makkal Enn Pakkam           | Tâmil    |                                                 |
| 1987 | Paruva Ragam                | Tâmil    |                                                 |
| 1987 | Premaloka                   | Canarês  |                                                 |
| 1987 | Valayal Satham              | Tâmil    |                                                 |
| 1987 | Shankar Guru                | Tâmil    |                                                 |
| 1987 | Chinna Kuyil Paaduthu       | Tâmil    | Geetha's mother                                 |
| 1988 | Guru Sishyan                | Tâmil    | Kalyani Nallasivam                              |
| 1988 | Paatti Sollai Thattaadhe    | Tâmil    |                                                 |
| 1988 | En Jeevan Paduthu           | Tâmil    |                                                 |
| 1988 | Kathanayagan                | Tâmil    |                                                 |
| 1988 | Unnal Mudiyum Thambi        | Tâmil    | Angayarkanni                                    |
| 1988 | Idhu Namma Aalu             | Tâmil    |                                                 |
| 1988 | Thambi Thanga Kambi         | Tâmil    |                                                 |
| 1988 | Penmani Aval Kanmani        | Tâmil    |                                                 |
| 1988 | Anna Nagar Mudhal Theru     | Tâmil    |                                                 |
| 1989 | Kutravaali                  | Tâmil    |                                                 |
| 1989 | Vasanthi                    | Tâmil    |                                                 |
| 1989 | Ulagam Piranthathu Enakkaga | Tâmil    |                                                 |
| 1989 | Aararo Aariraro             | Tâmil    |                                                 |
| 1989 | Apoorva Sagodharargal       | Tâmil    | Muniyamma                                       |
| 1989 | Puthiya Padhai              | Tâmil    | National Film Award for Best Supporting Actress |
| 1989 | Meenakshi Thiruvilayadal    | Tâmil    |                                                 |
| 1989 | Raaja Raajathan             | Tâmil    |                                                 |
| 1989 | Pongi Varum Kaveri          | Tâmil    |                                                 |

#### Anos 90
| Ano  | Filme                          | Língua   | Notas                       |
| ---- | ------------------------------ | -------- | --------------------------- |
| 1990 | En Veedu En Kanavar            | Tâmil    |                             |
| 1990 | Michael Madana Kama Rajan      | Tâmil    | Ganga Bai                   |
| 1990 | Engal Swamy Ayyappan           | Tâmil    |                             |
| 1990 | Ethir Kaatru                   | Tâmil    |                             |
| 1990 | Nadigan                        | Tâmil    | Baby Amma                   |
| 1990 | Enkitta Mothathe               | Tâmil    | Pandiyan's mother           |
| 1990 | Kizhakku Vasal                 | Tâmil    |                             |
| 1990 | Vedikkai En Vadikkai           | Tâmil    |                             |
| 1990 | Aarathi Edungadi               | Tâmil    |                             |
| 1991 | Aadi Viratham                  | Tâmil    |                             |
| 1991 | Pondatti Sonna Kettukanum      | Tâmil    |                             |
| 1991 | Aakasha Kottayile Sultan       | Malaiala | Kumudam                     |
| 1991 | Chinna Gounder                 | Tâmil    | Chinna Gounder's mother     |
| 1991 | Chinna Thambi                  | Tâmil    | Kannamma                    |
| 1991 | Marikozhundhu                  | Tâmil    | Seenu's mother              |
| 1991 | Nanbargal                      | Tâmil    |                             |
| 1991 | Pudhu Manithan                 | Tâmil    | Pangajam                    |
| 1991 | Idhayam                        | Tâmil    |                             |
| 1991 | Gnana Paravai                  | Tâmil    |                             |
| 1991 | Nattukku Oru Nallavan          | Tâmil    |                             |
| 1991 | Pondatti Pondattithan          | Tâmil    | Rajagopal's grandmother     |
| 1992 | Mannan                         | Tâmil    | Azhagi                      |
| 1992 | Singaravelan                   | Tâmil    | Thaiyamma                   |
| 1992 | Pangali                        | Tâmil    | Durai's mother              |
| 1992 | Nee Pathi Naan Pathi           | Tâmil    | Vedavalli                   |
| 1992 | Annamalai                      | Tâmil    | Annamalai's mother          |
| 1992 | Magudam                        | Tâmil    |                             |
| 1992 | Suriyan                        | Tâmil    |                             |
| 1992 | Raasukutti                     | Tâmil    | Raasukutti's Mother         |
| 1992 | Onna Irukka Kathukanum         | Tâmil    |                             |
| 1992 | Pattathu Raani                 | Tâmil    | Muniamma                    |
| 1992 | Harihara Puthiran              | Tâmil    |                             |
| 1992 | Neenga Nalla Irukkanum         | Tâmil    |                             |
| 1992 | Thoorathu Sontham              | Tâmil    |                             |
| 1992 | Periya Gounder Ponnu           | Tâmil    |                             |
| 1992 | Idhu Namma Bhoomi              | Tâmil    | Valliammai                  |
| 1992 | Unnai Vaazhthi Paadugiren      | Tâmil    | Ravi's mother               |
| 1992 | Pandithurai                    | Tâmil    | Pandithurai's mother        |
| 1993 | Yejaman                        | Tâmil    | Grandmother of Vaanavarayan |
| 1993 | Gentleman                      | Tâmil    | Ponnammal Kicha's mother    |
| 1993 | Ponnumani                      | Tâmil    |                             |
| 1993 | Uthama Raasa                   | Tâmil    |                             |
| 1993 | Dharmaseelan                   | Tâmil    | Mother Mary                 |
| 1993 | Sendhoorapandi                 | Tâmil    | Senthoorapandi's mother     |
| 1993 | Pangali                        | Tâmil    |                             |
| 1993 | Atha Maga Rathiname            | Tâmil    | Pappamma                    |
| 1993 | Nallathe Nadakkum              | Tâmil    | Valliammal                  |
| 1993 | Rakkayi Koyil                  | Tâmil    |                             |
| 1994 | May Madham                     | Tâmil    |                             |
| 1994 | Deva                           | Tâmil    | Raasathi                    |
| 1994 | Jaihind                        | Tâmil    | Bharath's mother            |
| 1994 | Sarigamapadani                 | Tâmil    | Kulasekaran's mother        |
| 1994 | Seeman                         | Tâmil    |                             |
| 1994 | Anbumagan                      | Tâmil    |                             |
| 1994 | Kadhalan                       | Tâmil    | Shruthi's grandma           |
| 1994 | Vietnam Colony                 | Tâmil    |                             |
| 1994 | Rasigan                        | Tâmil    | Vijay's grandmother         |
| 1994 | Ravanan                        | Tâmil    | Ravanan's mother            |
| 1994 | Nattamai                       | Tâmil    | Nattamai's paternal aunt    |
| 1994 | Thaai Manasu                   | Tâmil    | Muthamma                    |
| 1995 | Murai Maman                    | Tâmil    | Kannamma                    |
| 1995 | Dear Son Maruthu               | Tâmil    |                             |
| 1995 | Marumagan                      | Tâmil    | Thaiyamma                   |
| 1995 | Coolie                         | Tâmil    |                             |
| 1995 | Periya Kudumbam                | Tâmil    | Rathnavelu's Mother         |
| 1995 | Thirumoorthy                   | Tâmil    | Ram Aatha                   |
| 1995 | Nandhavana Theru               | Tâmil    |                             |
| 1995 | Rikshavodu                     | Telugo   | Bamma                       |
| 1995 | Naan Petha Magane              | Tâmil    | Andal                       |
| 1995 | Veluchami                      | Tâmil    |                             |
| 1995 | Mr. Madras                     | Tâmil    | Aruna Arunachalam           |
| 1995 | Muthu Kaalai                   | Tâmil    | Raakayi                     |
| 1995 | Maaman Magal                   | Tâmil    |                             |
| 1995 | Raja Enga Raja                 | Tâmil    |                             |
| 1995 | Chellakannu                    | Tâmil    | Kaliyamurthy                |
| 1995 | Deva                           | Tâmil    | Raasathi                    |
| 1995 | Neela Kuyil                    | Tâmil    | Kaattayi                    |
| 1996 | Parambarai                     | Tâmil    | Paramasivan's grandmother   |
| 1996 | Mahaprabhu                     | Tâmil    | Vellamma                    |
| 1996 | Indian                         | Tâmil    |                             |
| 1996 | Nattupura Pattu                | Tâmil    | Pattamma                    |
| 1996 | Love Birds                     | Tâmil    |                             |
| 1997 | Sakthi                         | Tâmil    |                             |
| 1997 | Arunachalam                    | Tâmil    |                             |
| 1997 | Vallal                         | Tâmil    | Kamakshi                    |
| 1998 | Pooveli                        | Tâmil    | Grandmother of Mahalakshmi  |
| 1998 | Natpukkaga                     | Tâmil    | Muthaiya's mother           |
| 1998 | Veera Thalattu                 | Tâmil    |                             |
| 1998 | Marumalarchi                   | Tâmil    | Jayanthi's mother in law    |
| 1998 | Natpukkaga                     | Tâmil    | Muthaiya's mother           |
| 1998 | Poonthottam                    | Tâmil    | Sundari's grandmother       |
| 1998 | Dharma                         | Tâmil    | Sharmila's grandmother      |
| 1999 | Rojavanam                      | Tâmil    |                             |
| 1999 | Unnai Thedi                    | Tâmil    |                             |
| 1999 | Periyanna                      | Tâmil    |                             |
| 1999 | Kummi Paattu                   | Tâmil    |                             |
| 1999 | Simmarasi                      | Tâmil    |                             |
| 1999 | Poovellam Kettuppar            | Tâmil    | Herself                     |
| 1999 | Unnaruge Naan Irundhal         | Tâmil    | Caring maid                 |
| 1999 | Edhirum Pudhirum               | Tâmil    |                             |
| 1999 | Sundari Neeyum Sundaran Naanum | Tâmil    |                             |

#### Anos 2000
| Ano  | Filme                     | Língua   | Notas                      |
| ---- | ------------------------- | -------- | -------------------------- |
| 2000 | Kannal Paesava            | Tâmil    |                            |
| 2000 | Vetri Kodi Kattu          | Tâmil    | Deivane                    |
| 2000 | Millenium Stars           | Malaiala |                            |
| 2000 | Thirunelveli              | Tâmil    |                            |
| 2000 | Kannan Varuvaan           | Tâmil    | Rangganayagi(Aatha)        |
| 2000 | Snegithiye                | Tâmil    | Vani's mother              |
| 2000 | Unnaruge Naan Irundhal    | Tâmil    | Caring maid                |
| 2000 | Maayi                     | Tâmil    |                            |
| 2000 | Doubles                   | Tâmil    |                            |
| 2001 | Krishna Krishna           | Tâmil    | 'Bullet' Pushpa            |
| 2001 | Pandavar Bhoomi           | Tâmil    |                            |
| 2001 | Bava Nachadu              | Telugo   | Mrs. S. Bhanupathi         |
| 2001 | Seerivarum Kaalai         | Tâmil    |                            |
| 2001 | Piriyadha Varam Vendum    | Tâmil    | Azhagi                     |
| 2001 | Sigamani Ramamani         | Tâmil    |                            |
| 2002 | Thamizh                   | Tâmil    | Thamizh's mother           |
| 2002 | Jaya                      | Tâmil    |                            |
| 2002 | Gemini                    | Tâmil    | Annamma                    |
| 2002 | Namma Veetu Kalyanam      | Tâmil    |                            |
| 2002 | Karmegam                  | Tâmil    | Karmegham's mother         |
| 2002 | Nee Premakai              | Telugo   |                            |
| 2002 | Manorama The Legend       | Tâmil    | Herself                    |
| 2002 | Kadhal Virus              | Tâmil    |                            |
| 2002 | Ninu Choodaka Nenundalenu | Telugo   |                            |
| 2003 | Saamy                     | Tâmil    | Bhuvana's Grandmother      |
| 2003 | Diwaan                    | Tâmil    | Duraisingam's sister       |
| 2003 | Whistle                   | Tâmil    |                            |
| 2003 | Anbe Anbe                 | Tâmil    |                            |
| 2003 | Ottran                    | Tâmil    | Karthik's Mother           |
| 2003 | Yes Madam                 | Tâmil    |                            |
| 2004 | Perazhagan                | Tâmil    | Pattamma                   |
| 2004 | 7G Rainbow Colony         | Tâmil    | Extended cameo             |
| 2004 | Kuththu                   | Tâmil    | Anjali's grandmother       |
| 2004 | Neranja Manasu            | Tâmil    |                            |
| 2004 | Azhagesan                 | Tâmil    |                            |
| 2004 | Super Da                  | Tâmil    |                            |
| 2005 | Karka Kasadara            | Tâmil    |                            |
| 2005 | Aadum Koothu              | Tâmil    | Dalit woman                |
| 2005 | Narasimhudu               | Telugo   |                            |
| 2005 | Unarchigal                | Tâmil    |                            |
| 2006 | Imsai Arasan 23m Pulikesi | Tâmil    | Rajamatha Bhavani Ammaiyar |
| 2006 | Pasa Kiligal              | Tâmil    |                            |
| 2007 | Aalwar                    | Tâmil    | Priya's grandma            |
| 2007 | Thaamirabharani           | Tâmil    | Thangapazham               |
| 2007 | Raakilipattu              | Malaiala | Vani's mother              |
| 2007 | Mauryan                   | Malaiala |                            |
| 2008 | Krishnarjuna              | Telugo   | Arjun's grandmother        |
| 2008 | Uliyin Osai               | Tâmil    | Azhagi                     |
| 2009 | Arundhati                 | Telugo   | Chandramma                 |
| 2009 | Laadam                    | Tâmil    |                            |
| 2009 | A Aa E Ee                 | Tâmil    |                            |
| 2009 | Seetha Kalyanam           | Malaiala | Sreeni's mother            |